# Kuzinellus carlosi
Kuzinellus carlosi är en spindeldjursart som beskrevs av Moraes, Zannou och Oliveira 2008. Kuzinellus carlosi ingår i släktet Kuzinellus och familjen Phytoseiidae. Inga underarter finns listade i Catalogue of Life.